# 福库库尔
福库库尔（法語：Faucoucourt，法語發音：[fokukuʁ]）是法国上法蘭西大區埃纳省的一个市镇，属于拉昂区。2019年，福库库尔与临近的2个市镇合并为新市镇大阿尼济。

## 地理
福库库尔（49°31'55"N, 3°27'54"E）面积7.35 平方千米，位于法国上法蘭西大區埃纳省，该省份为法国北部内陆省份，北起北部省，西接索姆省和瓦兹省，东临阿登省和马恩省，西南至塞纳-马恩省，东北部与比利时接壤。
与福库库尔接壤的市镇（或旧市镇、城区）包括：塞西耶尔、利济、梅尔略和富克罗勒、蒙巴万、叙济、维西尼库尔。

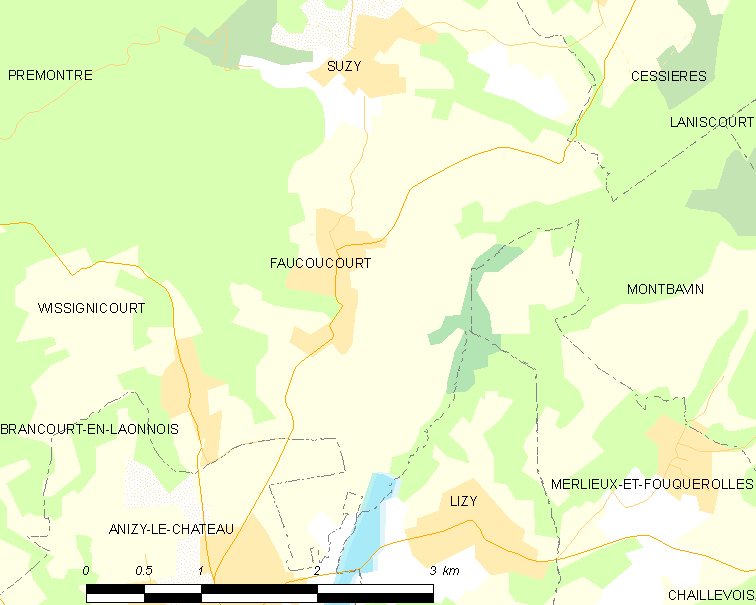
福库库尔的OSM定位图

福库库尔的时区为UTC+01:00、UTC+02:00（夏令时）。

## 行政
福库库尔的邮政编码为02320，INSEE市镇编码为02301。

## 政治
福库库尔所属的省级选区为拉昂第一县。

## 人口

1962-2008年间福库库尔人口变化图示

福库库尔于2018年1月1日时的人口数量为328人。